# Martin Bottesch
Martin Bottesch (n. 27 septembrie 1953, Apoldu de Sus, România) este unul din liderii politici ai comunității germane din România. A fost președinte al consiliului județean Sibiu între 2004–2012, din partea Forumul Democrat al Germanilor din România (FDGR/DFDR). În prezent este președintele Forumului Democrat al Germanilor din Transilvania, organizația regională a Forumului Democrat al Germanilor din România (FDGR/DFDR).

## Studii
Martin Bottesch a absolvit Facultatea de Matematică din cadrul Universității Babeș-Bolyai din Cluj.

## Cariera politică
La alegerile locale din 6 iunie 2004, datorită faptului că Forumul Democrat German a obținut cu 30% din voturi majoritatea în Consiliul Județean Sibiu (11 mandate, urmat de PSD cu 8 mandate, PD 6, PNL 5 respectiv PUR 3), Martin Bottesch a fost ales președinte al Consiliului Județean Sibiu.
La alegerile locale din 2008 a fost ales prin vot direct pentru un nou mandat în funcția de președinte al Consiliului Județean Sibiu. La alegerile locale din 2012 în funcția de președinte al CJ Sibiu a fost ales Ioan Cindrea (PSD), care a obținut 36,6% din voturi, față de 26,9% obținute de Bottesch. Cindrea a blocat alegerea lui Bottesch în funcția de vicepreședinte al CJ Sibiu, în pofida propunerii FDGR. Drept urmare Martin Bottesch a revenit ca profesor de matematică la Colegiul Național „Samuel von Brukenthal”.
În data de 16 martie 2013 a fost ales președinte al Forumului Democrat German din Transilvania, organizația regională a Forumului Democrat German din România.

## Publicații
- Landlerii transilvăneni, Mediaș, 2001, ISBN 973-85183-0-X
- Die siebenbürgischen Landler. Eine Spurensicherung, Viena, Böhlau, 2002, ISBN 3-205-99415-9
- Die bairisch-österreichische Mundart der Landler von Großpold (Apoldu de Sus) in Siebenbürgen (Rumänien), ISBN 3-85369-892-1
- Lucrări de matematică apărute la Sibiu în jurul anului 1800